# FV107 Scimitar
FV107 Scimitar – brytyjski lekki czołg rozpoznawczy należący do rodziny pojazdów opancerzonych CVR(T). Pojazd jest bardzo podobny do czołgu FV101 Scorpion, ale zamiast 76-mm armaty L23A1, uzbrojony jest w armatę automatyczną L21 Rarden kalibru 30 mm. FV107 Scimitar był wykorzystywany m.in. podczas wojny falklandzkiej, wojny w Bośni, I i II wojny w Zatoce Perskiej oraz w Afganistanie.

## Użytkownicy
- Wielka Brytania
- Belgia (wycofane w 2005 roku[1])